# Minoritet
Minoritet betyder del eller mindretal.
En minoritetsgrupp är en social grupp som har färre medlemmar i förhållande till en konkurrerande grupp (majoriteten). I demokratiska samhällsskick har politiska minoriteter rätt att representeras av partier i landets parlament. I vissa fall finns i beslutande församlingar minoritetsskydd, som innebär att det för beslut i en viss typ av fråga krävs någon form av kvalificerad majoritet. 

## Definition och exempel
Majoriteten kan endera vara relativ eller absolut. Den som inte ingår i majoriteten ingår istället i minoriteten.
Ordet används ofta för en befolkningsgrupp inom en större (nationell) gemenskap som på något sätt behöver försvara sin egenart och existens gentemot majoritetsbefolkningen. Till dessa hör etniska, språkliga, religiösa, nationella och sexuella minoriteter. 
Exempel på minoriteter som ofta benämns som sådana:
- vänsterhänta
- funktionsnedsatta
- teckenspråksanvändare
- sexuella minoriteter
- etniska minoriteter:
  - ursprungsfolk
  - nationella minoriteter
  - språkliga minoriteter, exempelvis officiella språkliga minoriteter i Sverige
- invandrare
- religiösa minoriteter